# Канунгу (округ)
Канунгу — округ в Западной области Уганды. По состоянию на 2010 год в округе проживает 241 800 человек. Площадь территории составляет 1292,1 км². На севере и востоке граничит с округом Рукунгири, на юго-востоке граничит с округом Кабале, на западе с Демократической республикой Конго. Основной экономической деятельностью является выращивание продовольственных культур, таких как бананы и картофель. Имеются чайные плантации. Более 95% населения исповедуют христианство.
Административный центр — Канунгу.